# Hospici d'Illa
L'Hospici d'Illa, ou ancien hospice Saint-Jacques, est un ancien hospice des XVIIe et XVIIIe siècles, aujourd'hui musée consacré à l'art roman et à l'art sacré, situé à Ille-sur-Têt.

## Histoire
Le premier texte mentionnant l'hospici d'Illa date de 1139. Les bâtiments actuels sont construits aux XVIIe et XVIIIe siècles. En 1987, l'hospici est classé monument historique, le portail attenant à l'aile ouest étant inscrit. Par la suite, un musée d'art roman et d'art sacré est installé dans les lieux.

## Collections

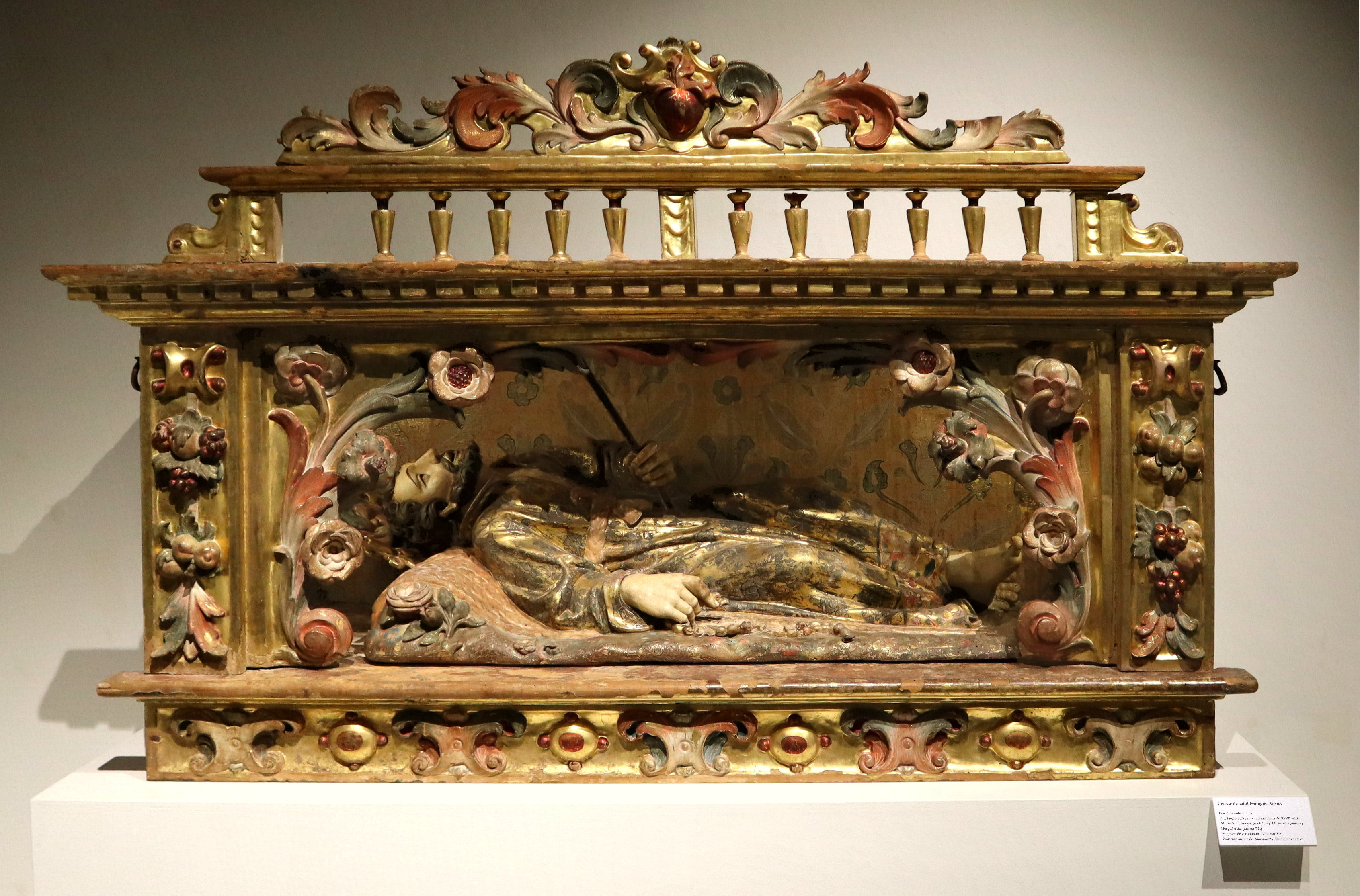
Châsse de Saint François-Xavier, pour l'instant présenté dans la Chapelle Notre-Dame-des-Anges de Perpignan

### Fiches officielles
- « Ancien hospice Saint-Jacques », notice no PA00104039, sur la plateforme ouverte du patrimoine, base Mérimée, ministère français de la Culture
- « Dossier de protection, Ancien hospice Saint-Jacques » [PDF], base Mérimée, ministère français de la Culture
- « Hospici d'Illa », sur ille-sur-tet.com
- « L'Hospici d'Illa », Pays d'art et d'histoire Vallée de la Tet